# Missouri Bootheel

Posizione della regione del tallone centrata su

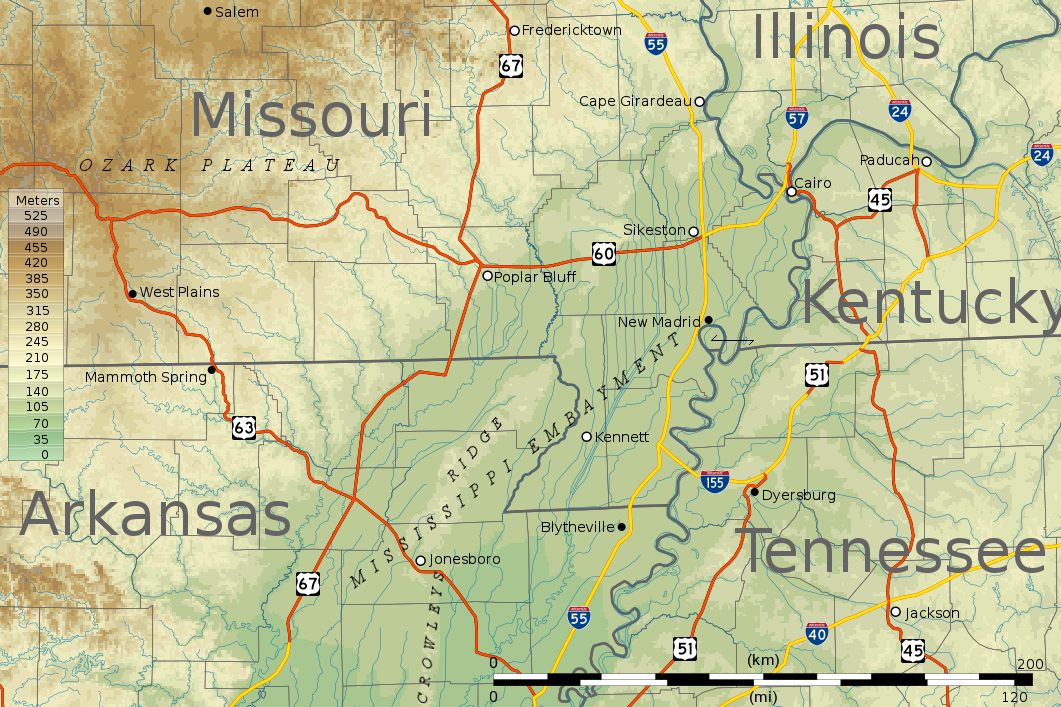
Mappa topografica del tallone e delle aree circostanti del Missouri e stati limitrofi

Il Missouri Bootheel (letteralmente "tallone del Missouri") è la parte sud-orientale dello stato del Missouri, che si estende a sud del 36° 30' di latitudine nord, così chiamata perché la sua forma rispetto al resto dello stato assomiglia al tacco di uno stivale. A rigor di termini, è composta dalle contee di Dunklin, New Madrid e Pemiscot. Tuttavia, il termine è usato localmente per riferirsi a tutte le pianure del sud-est del Missouri situate all'interno dell'insenatura del Mississippi, che comprende parti delle contee di Butler, Mississippi, Ripley, Scott, Stoddard e quelle meridionali estreme di Cape Girardeau e Bollinger. La città più grande della regione è Kennett.
Il Bootheel e il confine Oklahoma-Kansas-Missouri vicino al 37º parallelo Nord formano i due più grandi jogs in una linea quasi dritta di confini di stato che inizia sull'Oceano Atlantico con il confine tra la Virginia e la Carolina del Nord e si estende fino al confine tristato tra Nevada, Arizona e Utah.
Fino agli anni 1920 il distretto era un'area di coltivazione di grano delle fattorie familiari. Dopo l'invasione del punteruolo, che rovinò il raccolto del cotone nell'Arkansas, i piantatori si trasferirono. Comprarono il terreno piantando il cotone al posto delle colture presenti, portando con sé migliaia di mezzadri. Dopo la meccanizzazione dell'agricoltura e altri cambiamenti avvenuti negli anni 1930, molte famiglie di neri lasciarono l'area per andare a nord durante la grande migrazione afroamericana. Queste contee avevano popolazioni prevalentemente bianche nel XXI secolo, sebbene alcune abbiano significative minoranze di neri.